# Ланцберг, Владимир Исаакович
Влади́мир Исаа́кович Ла́нцберг (22 июня 1948, Саратов — 29 сентября 2005, Нюрнберг) — российский бард, писатель, поэт, педагог.

## Биография
Владимир Ланцберг родился 22 июня 1948 года в Саратове.
В 1971 году окончил Саратовский политехнический институт. В 1972 году основал клуб самодеятельной песни «Дорога». Работал инженером-механиком в конструкторском бюро.
В 1979 году переехал в Туапсе, жил в посёлке Тюменский Туапсинского района Краснодарского края. Сменил множество работ — был инженером по игровым аппаратам, лаборантом в школе, музыкантом в пансионате. Параллельно сочинял песни на собственные стихи, исполнял их, аккомпанируя себе на русской семиструнной гитаре.
Много времени уделял педагогике и пропаганде искусства, был активным организатором клубов самодеятельной песни, педагогом-организатором, заместителем директора детского реабилитационного центра, методистом центра школьного краеведения. В.Ланцберг был одним из ведущих теоретиков и практиков неформальной педагогики и коммунарского движения в СССР, его книги и эссе входят в теоретическую базу русскоязычной «новой педагогики».
В течение многих лет В. Ланцберг был организатором и идейным вдохновителем слётов «Костры», конкурсов-мастерских «Второй канал Грушинского фестиваля» (или, примерно с 2003 года, «Второй канал авторской песни»), детского бардлагеря «ЛДПР» («Летняя детская поющая республика») на Грушинских фестивалях, руководитель творческих мастерских, в том числе детских. Стихи начал писать ещё в младенческом возрасте, песни — в первом классе школы.
Лауреат многих фестивалей самодеятельной песни, в том числе четырежды — Грушинского. Вышли аудиокассеты, компакт-диски и книги стихов и песен.
Владимир Ланцберг скончался в Нюрнберге (Германия) 29 сентября 2005 года после долгой тяжёлой болезни. Похоронен на еврейском кладбище Фюрта.

## Указатель песен
- А зря никто не верил в чудеса… — Алые паруса
- А мне досталась осень…
- А мы до одури считаем модули… — Мы (На мелодию «Очи чёрные»)
- А трубачи бредут в казармы… — Трубачи
- А у года в обойме в пружины свиты времена… — Песенка старика
- А эта ночь — ну, просто, чёрт возьми, какая ночь!… — Этюд ночью
- А эти домишки когда-то росли на горе… — Сказка с хорошим концом. Посвящается Елене Чебан
- А это что у тебя — капкан?… — Старая история. Посвящается Ю. Устинову
- Атмосфера, атмосфера, атмосфера, барахло… — Растак-на-Дону
- Ах, как верить не хочется «деду»… — Песенка «деда». Посвящается И. Иванченко
- Берег, небо, море… — Сказка о золотой рыбке (По стихам Г. Алексеева)
- Бог с тобою, беспардонная порода… — Песенка с той стороны. Посвящается Ирине Ланцберг
- Бывает: «А вдруг не дожить до утра…»
- Была — или всё ж не была?…
- Быль ушла, осталась сказка…
- В Анапе не ждут. Из Одессы прут… — Малость запоздалая кантата на отъезд возлюбленного брата (Б. Валерштейну)
- В день, когда на твоих весах… — Обращение к апостолу Петру. Посвящается И. Ланцберг
- В доме друга гостит беда… — В доме друга. Посвящается Вильяму Ланцбергу
- В моих руках — цветок… — Цветок (По стихам Г. Алексеева)
- В один прекрасный день…
- В последний наш вечер, удачливый Битт-Бой… — Битт-Бой
- В странной грусти безутешен… — Вместо исповеди (Как бы Сергею Есенину)
- Вагон. Окно заволокло… — Грош. Посвящается Юрию Устинову
- Верно, подрастеряли… — Песенка наивных упрямцев
- Возьми свою скрипку, рожок мой не трожь… — Обиженная песенка
- Вот выходит из подъезда, а точнее, выбегает… — Песенка за рупь-двадцать
- Вот и всё. И сердце на пол. Ящик намертво запаян… — Двойное посвящение (Камер-юнкеру Александру Пушкину. Лейб-гусару Михаилу Лермонтову)
- Вот лодка у дома и дом у реки… — Сказка сказок (Лене Воробьёвой, Андрею Купавскому, Игорю Горбунову, Толе Яурову, Лёше Степанову, Паше Слюсареву, А. Ниманихину)
- Всё бы ладно и всё бы ничего… — Песенка о голове (Г. Киселёву)
- Всё двинет, как прежде, по старому пошлому кругу… — Другой Серж спит и поёт песенку самому себе (На «прочтение» фильма Н. Михалкова «Неоконченная пьеса для механического пианино»)
- Выпивал у матери обе груди…
- Говорят, что мне на руку тикает время… — Старый вальс вдоль «новой» дороги
- Давай-ка просто помолчим… — Посвящение человеку, прошедшему войну (Булату Окуджаве)
- День — казалось, только начат… — Этюд в сумерки (Жаку Брелю — автору песни «Фернон»)
- Держат вора. В нашем доме держат вора… — Третья прощальная песенка
- Дождь идёт пузырьками по лужам…
- Дуй из «послезавтра» во «вчера», вьюга моя, вьюга… — Песенка про наказание
- Если генерал попросит барда…
- Жизнь, как жизнь — проскакиваешь зимы, лета… — (А. Краснопольскому)
- Звон на улицах и скверах… — Гулливеры (Написана совместно с Т. Климовой)
- Здрасьте! Тута мы, расставшись с институтами… — Песенка молодого специалиста электронного машиностроения
- Зима купается в снегу… — Будь сильнее (слова написаны совместно с Д. Шалитой)
- И будет снег лететь в окно… — Посвящается Л. Горожаниной
- И кончился январь…
- И путь твой всё мимо, так прям и упрям… — Вторая прощальная песня
- И я провожать не люблю… — Уезжальная песенка (Е. Хохловой)
- Иди, Малыш, иди, пока свежа дорога…
- Извини, старина, захотелось немного излиться… — Ртутное солнце (Борису Валерштейну)
- Капли по стёклам — азбукой нот… — Кошачий вальс (Юрию Устинову)
- Когда мне будет пятьдесят… — (Одесским политехникам из турклуба «Романтик»)
- Кой чёрт от солнца щурить глаз… — Песенка слепых. По мотивам к/ф «Легенда о Тиле»
- Кончай хандрить, открой окно и ляг… — Тот самый товарняк
- Костёр у подножья зелёной горы…
- Красавица шхуна снялась и исчезла куда-то… — Летучий Голландец
- Кто не всё продаёт, тот недёшево платит… — Разноцветное письмо
- Листья падают — к чему бы?… — Листья
- Малыш, ты видишь: вот моя рука… — Сонет (Ирине Ланцберг)
- Мне быть с тобой ещё полчаса… — Малыш
- Мне на всех перекрёстках суют сирень… — Три квартала на Вольской (Борису Валерштейну)
- Мне порой не дано…
- Мой ноутбук «Compaq» XT…
- Море в землю втоптанных цветов… — Прощание с летом (Друзьям)
- Музыкантик важно едет со своей незримой свитой… — Музыкант (Б. Окуджаве)
- Мы не поверим, что умрём…
- Мы с науками простились, мы к работе пристрастились… — Экскурсия
- Мы условимся: трупов не будет… — Синева (Борису Валерштейну)
- На кладбище ветер свищет…
- Над головой прошелестел листопад… — Строчка счастья
- Напоследок выпью чаю. День бездарен. Ночь глупа… — Вертолётик
- Начать бы всё заново… — (написано в поезде Саратов-Москва)
- Не выше пояса забвения трава… — Трава забвения (Борису Валерштейну)
- Не зима, не весна, не осень… — Колыбельная для Саши (А. Краснопольскому)
- Не испить святых колодцев… — Друзьям
- Не скажу, какого лиха ради… — Песенка о весне
- Не спеши трубить отбой… — Перевал
- Невезуха поражает: не пацан, а влип… — Маленькая песенка на фоне почтового рожка
- Невидимкой странный дым по земле расползся плоско… — 1 января 1976 г.
- Ни Ампера не знаю, ни Ленца я… — Градиент штанов (Н. М. Советову)
- Ничего не придумать молчанья уместней… — Прощальная
- Ну, как дела твои?… — Разговор с ненормальным
- Ну что ж, если хочешь, я тоже пойду… — Песенка юного натуралиста
- О, странность не ищущих выгод… — Этюд об осени (…в том числе В. Матвеевой)
- Облетают грачи с пожилых колоколен… — Грачи
- Одичавшая к апрелю кромка галечного пляжа… — Ирине Ланцберг
- Он приблизился и замер… — Карась
- Осенний день погас, шурша сухими листьями… — Мой старенький Пегас
- Оставьте в покое покойника… — Завещание — часть III
- От нас росу прячет трава… — О тебе (Музыка Т. Климовой)
- Очень хочется спеть…
- Пир. Чума. Упоенье. Нега…
- По траве, по камешкам, по асфальту ходит-бродит серый кот… — Серый кот
- Под солнцем высохшей мечты… — Песенка вечного юнги (Г. Д. Хуторянскому)
- Пока не стаял, не сгорел… — Этюд на кухне
- Пока остывают трибуны от сильных уверенных слов… — Песенка об условных знаках (Борису Васильеву)
- Пока расправил крыло, повёл несмело… — Баллада об Икаре с туапсинского побережья (Борису Ашкинадзе)
- Положите сверху камень… — Завещание — часть I
- Полусонны от безделья… — Этюд о лете
- Помнишь, во дворе в подвале жил старик?… — Трубач
- Помог бы кто-нибудь моей беде… — Песенка о безвременье
- Пора в дорогу, старина, подъём пропет…
- Посвящение двадцатилетним
- Постигнет поборника малых форм… — Посвящение крысе, с которой я познакомился в 1980 году в квартире дома по улице Пионерской города Одессы
- Послушайте! Ведь, если звёзды зажигают… — Песенка про маленького фонарщика (Ю. Черноморченко, Е. Стерлиговой, В. Ковальскому и многим другим)
- Посшибали задубелые колодки… — Песенка про творческий кризис
- Промелькнуло лето в белом платье… — Классики
- Разменяно счастье на деньги…
- Ручейком заверченный, сор идёт ко дну… — Весенняя песенка
- Рябая степь по обе стороны… — Степь
- Самолёт над землёй пробивает облака… — Трава (клубу самодеятельной песни «Радуга», г. Йошкар-Ола)
- Самолёт настырно кружит в тёмном пламени зари… — Песенка с улетальным исходом
- Слепой закат догорел и замер… — Зелёный поезд (песня посвящена вспышке холеры на Волге в 1971 году)
- Спокойно и тревожно… Тревожно и легко… — Псеушко (Клубу «Пилигрим»)
- Стало вдруг тяжело — назло…
- Стареем, жмёмся к тёплым батареям… — Песенка старого капитана (И. Ферцеру)
- Старик, это наши грозы… — Наши грозы
- Стопроклятая веками восьмая моя беда… — Песенка о разнице в возрасте
- Стрелки двигаться устали… — Узоры на стекле
- Считаю всё золото мира, покуда не тронусь!… — Всё золото мира
- Такая сонатина, зелёная игра… — Сонатина для зелёного кузнечика
- Тихо на север катится день… — Катится осень
- Тишина, и куда глаза ни пяль — всё пески вокруг… — Про Христа
- Только тёмный осколок стекла… — Правнукам Бам-Грана (Маше Игнатовой, Рае Галяс, Лене Лисянской, Диме Ржепишевскому)
- Тонкими мазками, осторожно… — Художник
- Ты вновь на недоступной высоте… — Гордость
- Ты махнёшь — и уйдёт трамвай… — Улыбаясь чужой весне…
- Ты рад: чего же проще? — Вот лодка, вот река… — Песенка про три трети (Ирине Ланцберг)
- Улетели вперёд ветра… — Тридцать третий румб
- Уходит, уходит Кораблик в далёкий, неведомый путь… — Кораблик
- Ухожу в листопад…
- Флот раскрыл полотняные крылья свои… — Почему встают корабли
- Что день, что вечер… — Неуверенный монолог
- Что нажил — не в зачёт… — Кривой сучок
- Что-то всё мелькает под луной… — Колыбельная Ирине
- Шепчутся деревья, пламя небо лижет… — Сверим наши песни. Памяти Валерия Грушина
- Шорох серых дождей, желтизна там, где было всё зелено… — Этюд о суете (стихи А. Круппа)
- Это только расставанье…
- Эхо мечется в бочке бездонной… — Арику Круппу
- Я в эту землю сеян, я в этой земле корнями… — Саратовский вальс (Мише Данилову — «человеку с ошибкой в паспорте»)
- Я душ попрохладней наладил… — Песенка про наши души
- Я не знаю, что делать… — (Борису Валерштейну)
- Я не уставая стенографирую эту жизнь… — Этюд об авторучке
- Я оставлю тебе эхо лестницы, шорох перил… — Моим ровесникам, погибшим в первые дни войны